# 清华大学人文社会科学学院
清华大学人文社会科学学院，简称人文社会学院，是清华大学1993年至2012年间一个学院，于2012年10月被分解为人文学院和社会科学学院。

## 历史

### 国学研究院
- 1925年，清华大学建立清华大学国学研究院。
- 1926年，清华大学分别设立国文、西洋文学、历史、哲学、经济学、政治学、教育心理学和社会学系等系。
- 1926年，中文系学生在三·一八事件中抗击日本侵略者。

### 文学院
- 1928年，清华大学国学研究院终结，清华大学组建文学院。
- 1935年，文学院学生参与领导一二·九运动。

### 废止
- 1952年，中华人民共和国政府进行全国高校院系调整，清华大学文科院系全部转入北京大学等高校。
- 1978年以来，清华大学逐步恢复和建立了众多院系和研究所。

### 重建
- 1993年12月，清华大学人文社会科学学院成立。
- 2012年10月，人文社会科学学院被分解为人文学院和社会科学学院。

## 机构

### 学术机构
| - 中国语言文学系 - 历史系/思想文化研究所 - 哲学系 - 社会学系 - 政治学系 - 国际关系学系/国际问题研究所 | - 心理学系 - 外语系 - 经济学研究所 - 科学技术与社会研究所 - 对外汉语文化教学中心 - 艺术教育中心 |

### 教育基地
- 大学生文化素质教育基地
- 社会科学公共课教育基地

### 其他
| - 清华大学科学技术与社会研究中心 - 清华大学老年学研究中心 - 清华大学道德与宗教研究中心 - 清华大学亚洲研究中心 - 清华大学中俄文化研究与交流中心 - 中国科协 — 清华大学科学传播与普及研究中心 - 清华大学人文与社会科学高等研究所 - 清华大学 — 伯克利心理学研究中心 - 清华大学出土文献研究与保护中心 - 清华大学当代中国研究中心 - 清华大学语言学研究中心 - 清华大学日本研究中心 - 孔子学院北京分院 - 清华大学华商研究中心 - 清华大学国际汉学研究所 | - 清华大学IUP中文中心 - 清华大学 — 香港大学心理辅导研究中心 - 清华大学中法文化研究中心 - 清华大学东北亚研究中心 - 清华大学医学社会学研究中心 - 清华大学欧洲研究中心 - 清华大学心理学与认知科学研究中心 - 清华大学人文社会科学学院·野村综合研究所中国研究中心 - 清华大学中国管理研究中心 - 清华大学古典文献研究中心 - 清华大学战略与政策研究中心 - 清华大学政治经济学研究中心 - 清华大学新经济与新产业产业研究中心 - 清华大学中国阿拉伯研究中心（筹） - 清华大学中国企业发展研究中心 - 清华大学企业责任与社会发展研究中心 |

## 历史人物

### 教师
国学研究院：
吴宓 · 王国维 · 梁启超 · 陈寅恪 · 赵元任 · 李济
中文系：
闻一多 · 朱自清 · 俞平伯 · 杨树达 · 刘文典 · 王力 · 陈梦家 · 浦江清 · 王瑶 · 陈寅恪
外文系：
吴宓 · 王文显 · 叶公超 · 翟孟生 · 温德 · 瑞恰兹 · 燕卜荪 · 钱锺书
历史系：

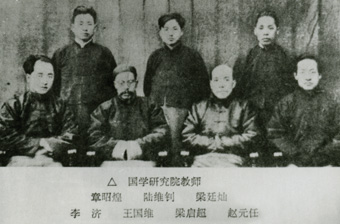
国学研究院教师，摄于1925年
后排左起：章昭煌、陆维钊、梁廷灿
前排左起：李济、王国维、梁启超、赵元任

雷海宗 · 刘崇鋐 · 蒋廷黻 · 张荫麟 · 吴晗 · 周一良 · 陈寅恪（中文系、历史系双聘）
哲学系：
冯友兰 · 金岳霖 · 贺麟 · 张岱年 · 沈有鼎 · 张申府 · 林宰平 · 潘怀素
社会学系：
陈达 · 潘光旦 · 费孝通
政治学系：
萧公权 · 浦薛风 · 钱端升 · 张奚若 · 陈之迈

### 学生
钱锺书 · 杨绛 · 季羡林 · 赵萝蕤 · 王瑶 · 林庚 · 季镇淮 · 费孝通 · 曹禺 · 何兆武 · 李学勤 · 傅璇琮 · 何炳棣 · 端木蕻良 · 吴达元 · 吴组缃 · 黎东方 · 梁方仲 · 乔冠华 · 沈有鼎 · 王佐良 · 李长之 · 王造时 · 吴恩裕 · 姜亮夫